# Cal O’Reilly
Callahan „Cal“ O’Reilly (* 30. September 1986 in Toronto, Ontario) ist ein kanadischer Eishockeyspieler, der seit Juli 2023 erneut bei den Milwaukee Admirals aus der American Hockey League (AHL) unter Vertrag steht und dort auf der Position des Centers spielt. Zuvor war O’Reilly unter anderem für die Nashville Predators, Phoenix Coyotes, Pittsburgh Penguins, Buffalo Sabres und Minnesota Wild in der National Hockey League (NHL) aktiv. Sein jüngerer Bruder Ryan ist ebenfalls professioneller Eishockeyspieler.

## Karriere

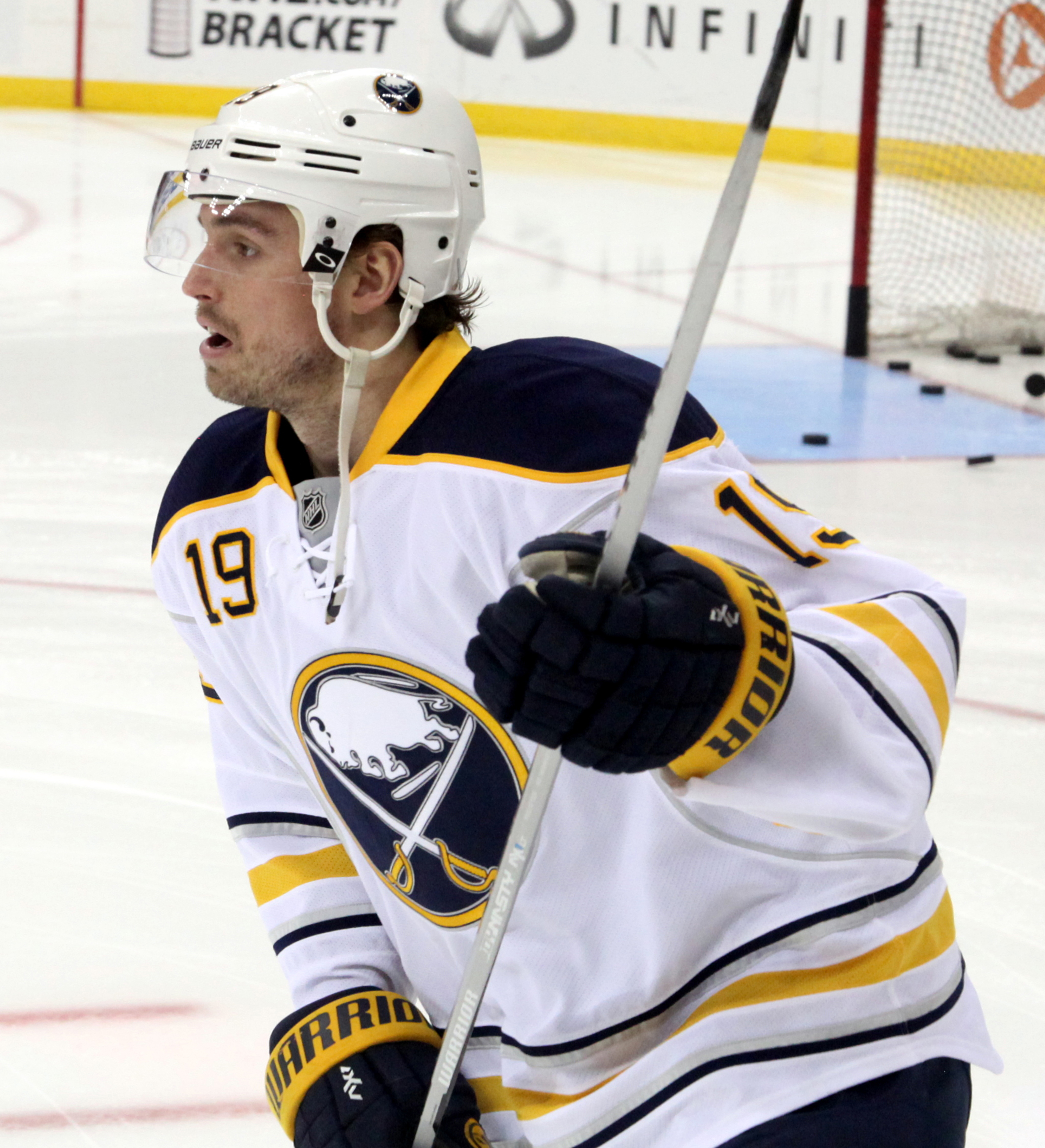
O’Reilly im Trikot der Buffalo Sabres (2016)

Cal O’Reilly begann seine Karriere als Eishockeyspieler bei den Windsor Spitfires, für die er von 2003 bis 2006 in der Ontario Hockey League aktiv war. In dieser Zeit wurde er im NHL Entry Draft 2005 in der fünften Runde als insgesamt 150. Spieler von den Nashville Predators ausgewählt. Gegen Ende der Saison 2005/06 gab der Kanadier sein Debüt im professionellen Eishockey, als er für die Milwaukee Admirals aus der American Hockey League, das Farmteam der Nashville Predators, auf dem Eis stand. Nachdem O’Reilly die nächsten beiden Spielzeiten weiterhin ausschließlich für die Milwaukee Admirals in der AHL gespielt hatte, debütierte er im Laufe der Saison 2008/09 für die Nashville Predators in der National Hockey League. Auch in der Saison 2009/10 stand er parallel für beide Teams im Einsatz, ehe O’Reilly im Verlauf der folgenden Saison zum Stammspieler in Nashville aufstieg. Am 28. Oktober 2011 wurde er im Austausch für einen Viertrunden-Wahlrecht im NHL Entry Draft 2012 zu den Phoenix Coyotes transferiert.
Anfang Februar 2012 sicherten sich die Pittsburgh Penguins O’Reillys Dienste, als sie den auf der Waiverliste befindlichen O’Reilly auswählten und unter Vertrag nahmen. Anschließend kam er vor allem bei den Wilkes-Barre/Scranton Penguins in der AHL zum Einsatz, ehe er im Juli 2012 zum HK Metallurg Magnitogorsk aus der Kontinentalen Hockey-Liga wechselte. Nach ungenügenden Leistungen zu Beginn der Saison 2013/14 wurde O’Reilly zunächst beim Farmteam Juschny Ural Orsk eingesetzt und Ende Oktober aus seinem Vertrag entlassen.
Infolgedessen schloss er sich den Utica Comets in der AHL und erzielte in den verbleibenden 52 Saisonspielen 45 Scorerpunkte. Aufgrund dieser Leistungen unterzeichnete er im Juli 2014 einen Einjahresvertrag bei den Vancouver Canucks, dem Partnerteam der Comets in der NHL. Nachdem dieser nicht verlängert worden war, schloss er sich im Juli 2015 den Buffalo Sabres und spielt damit mit seinem Bruder Ryan in einer Mannschaft. Bis zum März 2017 pendelte der Kanadier dortz zwischen dem NHL-Kader und dem des Farmteams Rochester Americans. Im März 2017 wurde er innerhalb der AHL an die Toronto Marlies verliehen, womit er in seine Geburtsstadt zurückkehrte.
Nach dem Ende der Saison wurde sein auslaufender Vertrag in Buffalo nicht verlängert, sodass er sich im Juli 2017 als Free Agent den Minnesota Wild anschloss. Dort spielte er von einem NHL-Einsatz abgesehen ausschließlich bei den Iowa Wild, ehe er im Juli 2019 einen auf die AHL beschränkten Zweijahresvertrag bei den Lehigh Valley Phantoms unterzeichnete. In deren Trikot wurde er nach der Spielzeit 2020/21 mit dem Fred T. Hunt Memorial Award ausgezeichnet. Zur Saison 2023/24 wechselte der Stürmer innerhalb der AHL zu den Milwaukee Admirals, für die er bereits zwischen 2006 und 2009 aufgelaufen war.

## Erfolge und Auszeichnungen
| - 2008 AHL-Spieler des Monats Februar - 2009 Teilnahme am AHL All-Star Classic - 2010 Teilnahme am AHL All-Star Classic - 2015 Teilnahme am AHL All-Star Classic | - 2016 Teilnahme am AHL All-Star Classic - 2019 Teilnahme am AHL All-Star Classic - 2021 Fred T. Hunt Memorial Award - 2025 Fred T. Hunt Memorial Award |

## Karrierestatistik
Stand: Ende der Saison 2023/24
(Legende zur Spielerstatistik: Sp oder GP = absolvierte Spiele; T oder G = erzielte Tore; V oder A = erzielte Assists; Pkt oder Pts = erzielte Scorerpunkte; SM oder PIM = erhaltene Strafminuten; +/− = Plus/Minus-Bilanz; PP = erzielte Überzahltore; SH = erzielte Unterzahltore; GW = erzielte Siegtore; 1 Play-downs/Relegation; Kursiv: Statistik nicht vollständig)